# Jubilations vers le ciel
Jubilations vers le ciel est un roman de Yann Moix publié le 14 février 1996 aux éditions Grasset et ayant obtenu la même année le prix Goncourt du premier roman.

## Historique
Le titre de l'œuvre de Moix est inspiré de Thomas Mann, qui, dans son Journal intime, parle d'un jeune homme, Klaus Heuser, dont il était amoureux, et qu'il décrivait en ces termes après l'avoir embrassé : « Tes lèvres aimées que j'ai embrassées, c'est [...] la jubilation montant vers le ciel et l'ébranlement profond de cette expérience centrale du cœur. » Une autre version de l'origine du titre du roman est proposée par Yann Moix dans son livre Orléans (2019), qui déclare que l'idée lui est venue en lisant un recueil de Gottfried Benn dont l'un des poèmes se termine par le mot "jubilations" et le suivant débute par "vers le ciel".

## Éditions
- Éditions Grasset, 1996  (ISBN 978-2246516712).
- Le Livre de poche no 14374, 1998  (ISBN 225314374X)